# Update (musikalbum)
Update är ett musikalbum från 2004 med den nederländska sångerskan Anouk.

## Låtlista
1. Who Cares (Acoustic Version)
2. Everything (Acoustic Version)
3. Too Long (Acoustic Version)
4. Searching (Acoustic Version)
5. Stop Thinking (Acoustic Version)
6. Wait & See (Acoustic Version)
7. Margarita Chum (Acoustic Version)
8. It Wasnt Me (Live At Oosterpoort)
9. Losing My Religion (Live At Oosterpoort)
10. Michel (Live At Pinkpop)
11. Between These Walls (Acoustic Version)
12. Hail (Live Denk Aan Henk)
13. Searching (Live Denk Aan Henk)